# Лава (приток Преголи)
Ла́ва (в Польше — Лы́на, пол. Łyna; нем. Alle — истор. А́лле) — река в Польше и России, протекает по территории Варминьско-Мазурского воеводства и Калининградской области соответственно. Левобережный судоходный приток Преголи. Длина реки — 289 км, площадь водосборного бассейна — 7130 км².

## Физико-географическая характеристика
Река берёт начало в Польше из Мазурских озёр. Питание снеговое, дождевое, грунтовое. Имеет много небольших притоков:
- левые — Маружка, Квеля, Кортувка, Эльма, Запрудная, Красная, Знаменка[5];
- правые — Кирсна, Вадонг, Сымсерна, Писа Северная (не путать с Писой — притоком Нарева, и Писсой), Губер, Жерновка, Стоговка.

Средний расход в устье 40,4 м³/с. Замерзает зимой на 2-3 месяца. В нижнем течении судоходна. До 1945 года была соединена Мазурским каналом с озером Мамры (в настоящий момент канал не судоходен для всех видов плавсредств). Южнее Правдинска находится Правдинское водохранилище с площадью 2,8 км².

## Исторические сведения
Около данной реки произошло сражение при Гейльсберге между французской и русской армиями в ходе Русско-прусско-французской войны 1806—1807 годов.

## Территории протекания

### Российская

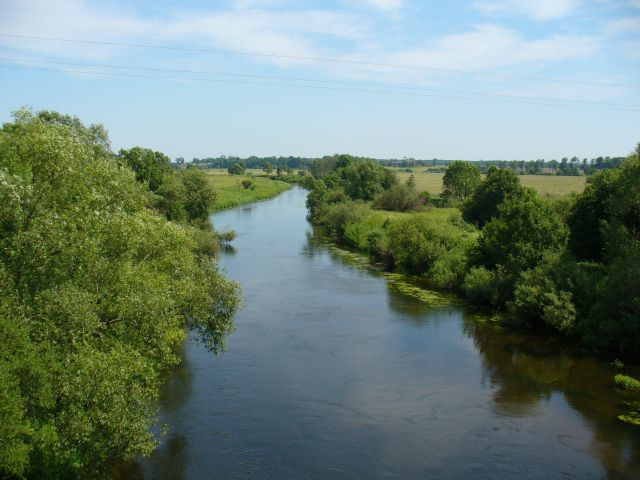
Река Лава у замка Алленбург (посёлок Дружба, Россия)

Российская часть реки имеет длину 65 километров. На реке располагается город Правдинск, посёлок городского типа Знаменск и ещё несколько небольших поселений. В Знаменске река впадает в Преголю слева.
В посёлке Дружба через систему шлюзов в Лаву впадает Мазурский канал.

### Польская

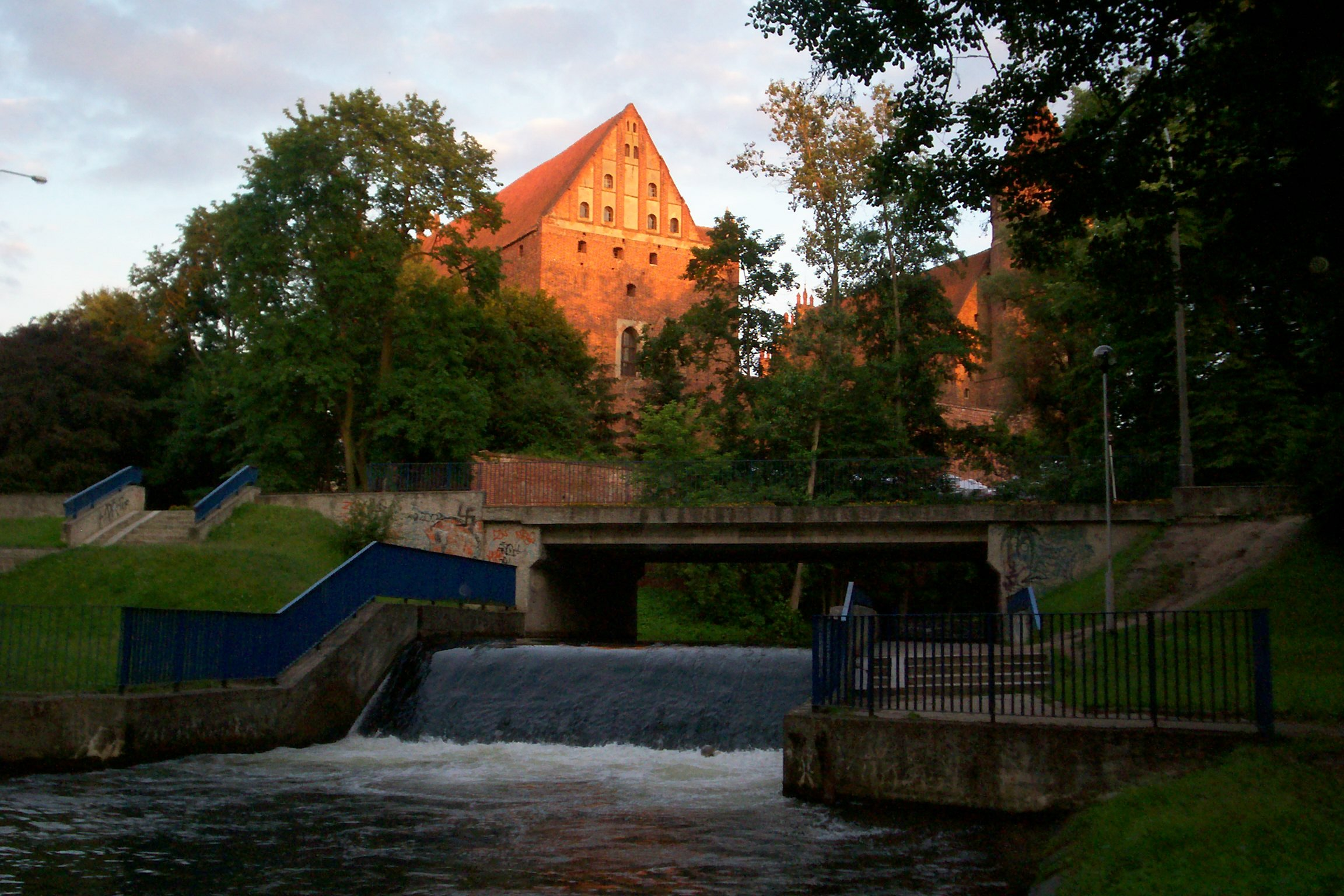
Плотина у замка в Ольштыне (Польша)

Города, расположенные на реке:
- Лидзбарк-Варминьски
- Ольштын
- Бартошице

#### Гидротехнические сооружения
На польской территории построены четыре малые электростанции:
- около очистных сооружений Ольштына.
- около д. Бронсвальд
- за Лидзбарком-Варминьски, выработкой 3,6 млн кВтч в год.
- в деревне Котово, мощностью 0,5 МВт, пущена в 2010 году.

На российской части реки расположены:
- Вблизи города Правдинск действует Правдинская ГЭС мощностью 1,14 МВт (проектной 7,44) и годовой выработкой 9 млн кВт⋅ч.
- ГЭС у посёлка Курортное и с. Прогресс. Есть шлюз. Эта станция законсервирована.
- Подпорная плотина и водяная мельница Лауе на мукомольном заводе в Знаменске.

#### Мосты
Мосты в таблице перечисляются вниз по течению от границы с Польшей до устья.
| Мост                                            | Автомобильных полос | Железнодорожных полотен | Пролётов | Разводной | Примечания |
| ----------------------------------------------- | ------------------- | ----------------------- | -------- | --------- | --- |
| Подвесной деревянный пешеходный мост            | -                   | -                       | 1        | Нет       | Правдинская ГЭС имеет обводной канал. Мост соединяет правый берег с островом (образованным каналом) на котором расположена ГЭС.    |
| Пешеходный мост в Правдинске                    | -                   | -                       | 10       | Нет       | Деревянный |
| Автомобильный мост в Правдинске на трассе А-196 | 2                   | -                       | 2        | Нет       | |
| Автомобильный мост в п. Курортное               | 2                   | -                       | 3        | Нет       | |
| Автомобильный мост в п. Дружба                  | 2                   | -                       | 2        | Нет       | Построен взамен старого 3-хпролётного моста. Одна из двух опор старого моста используется. Вторая — укорочена и нагрузки не несет. |
| Автомобильный мост в п. Родники                 | 2                   | -                       | 3        | Нет       | |
| Трубопроводный мост в Знаменске                 | -                   | -                       |          | Нет       | |
| Железнодорожный мост в Знаменске                | -                   | 2                       |          | Нет       | |
| Автомобильный мост в Знаменске                  | 2                   | -                       | 7        | Нет       | |

## Данные водного реестра
По данным государственного водного реестра России относится к Балтийскому бассейновому округу, водохозяйственный участок реки — Преголя. Относится к речному бассейну реки Неман и рекам бассейна Балтийского моря (российская часть в Калининградской области).
Код объекта в государственном водном реестре — 01010000212104300010312.